# Enna caliensis
Espèce
Synonymes
- Enna huarinilla Silva, Lise & Carico, 2008

Enna caliensis est une espèce d'araignées aranéomorphes de la famille des Trechaleidae.

## Distribution
Cette espèce se rencontre en Colombie et en Bolivie.

## Description
La carapace du mâle holotype mesure 7,00 mm de long sur 5,70 mm de large et celle de la femelle paratype mesure 6,70 mm de long sur 5,70 mm de large.

## Étymologie
Son nom d'espèce, composé de cali et du suffixe latin -ensis, « qui vit dans, qui habite », lui a été donné en référence au lieu de sa découverte, la Cali.

## Publication originale
- Silva, Lise & Carico, 2008 : Revision of the Neotropical spider genus Enna (Araneae, Lycosoidea, Trechaleidae). Journal of Arachnology, vol. 36, p. 76-110 (texte intégral).